# Viale Glorioso
Viale Glorioso (”Den ärevördiga gatan”) är en gata i södra Trastevere i Rom. Gatan löper från Viale di Trastevere till Via Dandolo. Gatans namn kommer av den ära som tillkom dem som försvarade den romerska republiken år 1849.
Sista delen av Viale Glorioso benämns ”Scalea del Tamburino” och utgörs av en bred och brant trappa med 126 trappsteg som leder upp till Janiculum. Tamburino åsyftar den 16-årige trumslagaren Domenico Subiaco (1832–1849), som stupade i samband med striderna vid Janiculum under Roms belägring år 1849.

## Bilder
| - Viale Glorioso med Scalea del Tamburino på en karta från år 2021. |